# يحدث في مصر الآن (رواية)
يحدث الآن في مصر
رواية سياسية ساخرة للروائي المصري يوسف القعيد صدرت عام 1976، وتم تحويلها لفيلم سينمائي في تسعينيات القرن العشرين، بعنوان (زيارة السيد الرئيس)، كما أعيد نشرها عدة مرات، مع الإشارة إلى أن الناشرين طالبوه بتغيير اسمها؛ بما أن كلمة (الآن) لم تعد مناسبة في العنوان، لكنه أصر على الاحتفاظ بالاسم الأول، دلالة على استمرار الهموم والمشاكل التي تتناولها الرواية إلى الآن.
تدور أحداث الرواية أثناء مرور موكب الرئيس الأمريكي نيكسون بقرية مصرية تعيش منذ مدة حالة من الاستعدادات لهذا اليوم المشهود، ولكن المحور الرئيسي في الرواية هو واقع المواطن الريفي المحاط بالأنظمة الإدارية المستهترة بعقول الناس، حيث تحدث جريمة قبل ميعاد الزيارة بفترة بسيطة، ويحاول رجال الشرطة والموظفون اخفاء معالمها كي يمر اليوم المرتقب على خير.
يعتبر هذا العمل من الروايات التي كرست يوسف القعيد معبراً عن هموم المواطن المصري خارج المدن الكبرى، وهو النهج الذي اتبعه ونجح فيه في أغلب رواياته، وأبرزها (الحرب في بر مصر)، والتي تم تقديمها كفيلم سينمائي أخرجه الراحل صلاح أبو سيف.